# Spiaggia Maganuco
Spiaggia Maganuco este o arie protejată (arie specială de conservare — SAC, sit de importanță comunitară — SCI) din Italia întinsă pe o suprafață de 168 ha, integral pe uscat.

## Localizare
Centrul sitului Spiaggia Maganuco este situat la coordonatele 36°43′03″N 14°48′53″E / 36.717628°N 14.814762°E.

## Înființare
Situl Spiaggia Maganuco a fost declarat sit de importanță comunitară în septembrie 1995 pentru a proteja 14 specii de animale. Situl a fost protejat și ca arie specială de conservare în martie 2017.

## Biodiversitate
Situată în ecoregiunea mediteraneană, aria protejată conține 10 habitate naturale: Faleze cu vegetație de Limonium spp. endemic de pe coastele mediteraneene, Tufărișuri termo-mediteraneene și de pre-deșert, Vegetație anuală la limita mareei, Dune mobile cu vegetație embrionară, Pășuni mediteraneene udate de apa mării (Juncetalia maritimi), Pseudostepă cu ierburi și specii anuale de Thero-Brachypodietea, Dune de pe litoral fixate cu Crucianellion maritimae, Dune mobile de-a lungul țărmului cu Ammophila arenaria („dune albe”), Dune cu vegetație ierboasă Malcolmietalia, Tufărișuri halofile mediteraneene și termo-atlantice (Sarcocornetea fruticosi).
La baza desemnării sitului se află mai multe specii protejate:
- păsări (12): pescăruș albastru (Alcedo atthis), bătăuș (Calidris pugnax), prundăraș de sărătură (Charadrius alexandrinus), barză albă (Ciconia ciconia), egretă mică (Egretta garzetta), piciorong (Himantopus himantopus), Larus audouinii, Larus genei, pescăruș-cu-cap-negru (Larus melanocephalus), Phoenicopterus ruber, țigănuș (Plegadis falcinellus), chiră de mare (Thalasseus sandvicensis)
- nevertebrate (1): Brachytrupes megacephalus
- reptile (1): elaphe situla (Zamenis situla)

Pe lângă speciile protejate, pe teritoriul sitului au mai fost identificate 18 specii de plante, 2 specii de păsări, 1 specie de amfibieni, 20 de specii de nevertebrate, 5 specii de reptile.